# Incident del pont Marco Polo
L'incident del pont Marco Polo, ocorregut el 7 de juliol de 1937, va marcar l'inici de la Segona Guerra Sinojaponesa entre l'Imperi del Japó i la República de la Xina. Els soldats d'ambdues potències es van enfrontar a 15 quilòmetres al sud-oest del centre de Pequín en el pont de Marco Polo (卢沟桥/盧溝橋, Lugou Qiao en xinès), sobre el riu Yongding.

## Desenvolupament dels fets
El detonant del conflicte va ser la pèrdua d'un dels seus soldats per part de l'exèrcit de Guandong, que va demanar entrar a la guarnició xinesa de Wanping. El coronel Ji va rebutjar la petició dels japonesos emparat pel seu superior, el general Song. La tarda del 7 de juliol, Matsui li va donar un ultimàtum a Ji: les tropes del Kuomintang havien de permetre als japonesos penetrar en la següent hora o els xinesos serien bombardejats. L'artilleria japonesa ja estava apuntant als xinesos quan es va enviar l'ultimàtum. L'artilleria va disparar sobre les forces xineses la mitjanit del 8 de juliol i els tancs japonesos van avançar sobre el pont. Els xinesos van aconseguir recuperar totalment el pont l'endemà. El bàndol japonès es va oferir a negociar.
Dos dies després d'haver notat l'absència del soldat, aquest va aparèixer, i els japonesos ho van fer saber als xinesos, que van assumir que el conflicte s'havia acabat. Els japonesos van prometre no capturar Pequín ni Tianjin si s'acceptaven els següents punts:
- El Koumintang havia d'eliminar tots els moviments i organitzacions antijaponeses.
- El Kuomintang havia d'assumir tota la responsabilitat de l'incident.
- Song Zheyuan, comandant del 29é exèrcit que defensava la regió, havia de disculpar-se personalment.

El general negociador de la 38a divisió Zhang Zizong va acceptar els primers punts, però va dir que no podia prendre una decisió sobre el tercer per Song i va tornar a la seva caserna. Tan bon punt com Zhang va marxar, els japonesos van llançar un atac a gran escala sobre Pequín, que les defenses xineses no van poder aturar i el 28 i 29 de juliol Pequín i Tianjin es van rendir i els japonesos van continuar la seva marxa cap al nord i el sud de la Xina.